# Пезу-да-Регуа
Пе́зу-да-Ре́гуа (порт. Peso da Régua; МФА: [ˈpe.zu dɐ ˈʁɛ.gwɐ]) — муніципалітет і місто в Португалії, в окрузі Віла-Реал. Розташований у північній частині країни, на теренах історичної португальської провінції Трансмонтана. Належить до Віла-Реальської діоцезії Католицької церкви в Португалії. Права міського самоврядування має з 1836 року. Поділяється на 8 парафій. За адміністративним поділом, чинним до 1976 року, був складовою провінції Трансмонтана і Верхнє Дору. Площа муніципалітету — 94,86 км², населення муніципалітету — 17131 ос. (2011); густота населення — 180,59 осіб/км²
. Патрон — святий Фаустин. Святковий день муніципалітету — 16 серпня. Поштовий індекс — 5050.  Код місцевої адміністративної одиниці — 1708. Складова статистичного регіону Північ.

## Назва
- Пезу-да-Регуа (порт. Peso da Régua, стара орфографія: порт. Peso da Regoa) — сучасна португальська назва.

## Географія
Пезу-да-Регуа розташоване на півночі Португалії, на півдні округу Віла-Реал.
Пезу-да-Регуа межує на півночі з муніципалітетами Санта-Марта-де-Пенагіан і Віла-Реал, на сході — з муніципалітетом Саброза, на півдні — з муніципалітетами Армамар і Ламегу, на південному заході — з муніципалітетом Мезан-Фріу, на заході — з муніципалітетом Байан.

## Населення
| Кількість мешканців | Кількість мешканців | Кількість мешканців | Кількість мешканців | Кількість мешканців | Кількість мешканців | Кількість мешканців | Кількість мешканців | Кількість мешканців | Кількість мешканців | Кількість мешканців | Кількість мешканців | Кількість мешканців | Кількість мешканців | Кількість мешканців |
| ------------------- | ------------------- | ------------------- | ------------------- | ------------------- | ------------------- | ------------------- | ------------------- | ------------------- | ------------------- | ------------------- | ------------------- | ------------------- | ------------------- | ------------------- |
| 1864                | 1878                | 1890                | 1900                | 1911                | 1920                | 1930                | 1940                | 1950                | 1960                | 1970                | 1981                | 1991                | 2001                | 2011                |
| 15 672              | 16 442              | 17 231              | 18 401              | 18 869              | 19 661              | 20 612              | 23 685              | 24 739              | 22 634              | 22 925              | 22 472              | 21 567              | 18 832              | 17 131              |